# 景廷宾
景廷宾（1861年—1902年）是一位清末农民起义领袖。

## 生平
大清直隶顺德府广宗县东召村人，33岁中武举，曾任光绪帝族叔护从官，1898年因母亲去世回籍守制。守制期间，景廷宾常与当地梅花拳班练拳。《辛丑条约》签订后，清政府将部分赔款转嫁地方，引发民怨。景廷宾带领民众起义，提出“扫清灭洋”口号。直隶总督袁世凯曾派兵剿扶，景廷宾逃至巨鹿县，聚众2万多人。后在广宗县件只村自称龙团大元帅，穿黄马褂，原义和团首领赵三多加入成为其主将。北洋常备新军左镇营官参将鲍贵卿率新兵经过巨鹿县时遭景廷宾部围困，50人被杀，鲍贵卿中刀伤勉强逃走。同期，景廷宾攻打基督教教堂，杀戮当地教徒，率众“灭洋”。1902年4月26日，法国传教士罗泽普（1852年—1902年，1889年11月来华传教，1900年任张家庄教堂本堂神父）经过威县被杀，首级“悬挂件只村门”。景廷宾因此激怒袁世凯，派出段祺瑞率领武卫右军和张腾蛟的江南自强军共2700人围剿件只村，景廷宾大败逃走。1902年7月16日，倪嗣冲在成安县抓获景廷宾长子景绍汶，次日根据线报在郭家小屯村擒获景廷宾。景廷宾被凌迟处死，景绍汶被处决。